# Bino (nome)
Bino  è un nome proprio di persona italiano maschile.

## Varianti
- Femminili: Bina[2][3]

## Origine e diffusione
Nome di origine medievale, si tratta di un ipocoristico di svariati altri nomi che terminano in -bino, quali Albino, Cherubino, Balbino e Jacobino, e di altri ancora quali Baldino, Bernardino, Beniamino e così via.
È attestato in Toscana per oltre la metà delle sue occorrenze.

## Onomastico
L'onomastico si festeggia lo stesso giorno di quello del nome da cui viene ricavato.

## Persone
- Bino, cantante italiano
- Bino degli Abati del Malia, condottiero e nobile italiano
- Bino Binazzi, poeta italiano
- Bino Bini, schermidore italiano
- Bino Cicogna, produttore cinematografico e sceneggiatore italiano
- Bino Rebellato, editore e scrittore italiano
- Bino Sanminiatelli, scrittore e disegnatore italiano
- Bino Skasa, calciatore e allenatore di calcio austriaco